# Râul Izvor, Suceava
Râul Izvor este un curs de apă, afluent de drea[ta al râului Suceava. 
Râul izvorăște din Obcina Mestecăniș în apropiere de pasul Cârlibaba, la cota 1738 m.d.M. Lungimea cursului de apă este de 5 km iar suprafața de bazin de 14 km, altitudinea medie a bazinului fiind de 1188 m.d.M. Panta medie a cursului de apă este 154 ‰, iar coeficientul de sinuozitate 1,01.
Râul se varsă în râul Suceava la cota 968 m.d.M. în localitatea Izvoarele Sucevei.  

## Hărți
- Harta județului Suceava
- Harta Obcinele Bucovinene  Arhivat în 30 iulie 2009, la Wayback Machine.